# D/1770 L1 (Lexell)
D/1770 L1 (Lexell) ist ein Komet, der im Jahr 1770 mit dem bloßen Auge gesehen werden konnte. Er war von allen Kometen in historischer Zeit derjenige, der der Erde am nächsten kam. Er gilt derzeit als verloren.

## Entdeckung und Beobachtung
Der Komet wurde am 14. Juni 1770 von Charles Messier entdeckt, der gerade Beobachtungen des Jupiter durchführte, als er im Sternbild Schütze einen ihm nicht vertrauten Nebel entdeckte. Seine Helligkeit lag wahrscheinlich bei etwa 5 mag.
Zur Zeit seiner Entdeckung näherte sich der Komet der Sonne und der Erde. Seine Größe nahm rasch zu und Messier konnte ihn am 20. Juni erstmals mit dem bloßen Auge beobachten, am 24. Juni hatte er bereits eine Helligkeit von 2 mag erreicht. Am 26. Juni wurde der Komet erstmals in China und in Nordamerika beobachtet, einen Tag später auch in England. Der Komet zeigte keinen Schweif, aber seine Koma hatte einen Durchmesser von ½°.
Gegen Ende Juni bewegte sich der Komet mit großer Geschwindigkeit über den Himmel, und als er am 1. Juli die Erde in nur gut 2 Mio. km Abstand passierte, erschien seine Koma fast 2 ½° groß, fünfmal so groß wie der Vollmond. Der Komet bewegte sich in 24 Stunden 42° über den Himmel und erreichte am 2. Juli mit +81° seine größte nördliche Deklination. Einige Tage später konnte er nicht mehr beobachtet werden, da er sich der Sonne immer mehr näherte und in der hellen Dämmerung verschwand.
Während der Komet nicht beobachtet werden konnte, wurde von Alexandre Guy Pingré eine erste vorläufige Bahn berechnet, so dass Messier ab 19. Juli wieder begann, in der Morgendämmerung nach dem Kometen zu suchen. Wegen schlechten Wetters konnte er ihn erst am 3. August wieder auffinden. Die Beobachtungen konnten danach während August und September fortgesetzt werden. Am 11. August war die Helligkeit auf 4 bis 5 mag gefallen, und am 20. August konnte Messier erstmals einen sehr schwachen Schweif beobachten. Bald darauf war keine Beobachtung mit bloßem Auge mehr möglich und gegen Ende August war die Helligkeit auf 5 bis 6 mag gesunken.
Ab September wurde der Komet nur noch von Messier weiterbeobachtet. Am 2. Oktober beschrieb Messier ihn als „fast unsichtbar“ und am 3. Oktober als „äußerst schwach und sehr schwierig zu beobachten“. An diesem Datum wurde der Komet zum letzten Mal überhaupt gesehen.
Der Komet erreichte eine Helligkeit von 2 mag.

## Wissenschaftliche Auswertung
Für diesen Kometen zeigte sich von Anfang an ein Problem in der Bestimmung einer Bahn, die mit den beobachteten Positionen am Himmel in Einklang zu bringen war. Wie zur damaligen Zeit üblich, versuchte man zunächst eine parabolische Umlaufbahn zu ermitteln. Dies geschah noch während der laufenden Beobachtung des Kometen erstmals durch Pingré, wodurch der Komet nach seinem Vorbeigang an der Sonne auch rasch wiedergefunden werden konnte. Pingré stellte aber selbst bald danach fest, dass die weiteren Beobachtungsdaten des Kometen nicht mehr mit parabolischen Bahnen in Übereinstimmung zu bringen waren und wollte stattdessen Bahnelemente einer elliptischen Bahn berechnen. Dies war aber bereits in guter Übereinstimmung mit den Beobachtungsdaten durch den schwedischen Astronomen Anders Johan Lexell in Sankt Petersburg erfolgt, der eine Umlaufzeit des Kometen von 5,58 Jahren bestimmt hatte. Damit hatte der Komet die kürzeste bis dahin bekannte Umlaufzeit.
Aber dadurch wurde ein neues Problem aufgeworfen: Nicht nur Pingré stellte sich in der Folge die Frage, warum man den Kometen bei einer so kurzen Umlaufzeit noch niemals zuvor beobachtet hatte. Lexell konnte auch darauf eine Antwort geben: Etwa 3 ½ Jahre vor seiner Entdeckung war der Komet im März 1767 sehr nahe am Jupiter vorbeigegangen, wodurch er von dessen Anziehungskraft erstmals auf diese neue Bahnform mit einer kurzen Umlaufzeit gebracht worden sein könnte, was dann zu seiner Entdeckung 1770 führte. Beim darauffolgenden Periheldurchgang im März 1776 stand er von der Erde aus gesehen hinter der Sonne und konnte daher nicht beobachtet werden.
Aber warum sah man ihn danach nie wieder? Für Messier war diese Frage ein Grund, an den Forschungsergebnissen von Lexell zu zweifeln. Lexell zeigte aber, dass die Umlaufzeit des Kometen in einer 2:1-Bahnresonanz mit der des Jupiters stand: Der Komet vollführte genau zwei Umläufe um die Sonne während Jupiter einen Umlauf machte. Dadurch gab es 1779 wieder einen weiteren extrem nahen Vorbeigang am Jupiter, möglicherweise sogar noch viel näher als der im Jahr 1767, was erneut eine große Veränderung seiner Bahn bewirkt haben dürfte. Lexells Berechnungen konnten 1801 durch den Mathematiker Johann Karl Burckhardt bestätigt werden, der damit einen Preis gewann, der von der Pariser Académie des sciences für Untersuchungen zum Verbleib des Kometen Lexell ausgesetzt war. Lexells Arbeit zur Aufklärung der ungewöhnlichen Bahn des Kometen ist heute allgemein anerkannt und brachte ihm die Ehre ein, dass der Komet nach ihm und nicht nach seinem Entdecker Messier benannt wurde.
In der Mitte des 19. Jahrhunderts wurde die Bahn des Kometen Lexell noch einmal sehr sorgfältig von Urbain Le Verrier untersucht. Er berücksichtigte dabei auch den gravitativen Einfluss der Erde beim nahen Vorbeigang des Kometen. Er kam zu dem Schluss, dass die Dauer der Beobachtung und die Genauigkeit der Daten nicht ausreichen, um die Bahn mit der nötigen Genauigkeit zu bestimmen, die definitive Aussagen über das Schicksal des Kometen zulassen würde. Es lassen sich nur folgende allgemeinen Aussagen treffen:
- Bei seinem nahen Vorbeigang am Jupiter im Jahr 1779 wurde der Komet nicht zu einem Satelliten des Riesenplaneten und es gab keine Kollision.
- Es lässt sich nicht mit Sicherheit sagen, ob der Komet den Jupiter innerhalb oder außerhalb des Jupiterorbits passierte.
- Je nach den genauen Umständen beim Vorbeigang am Jupiter, der in einem Abstand zwischen 200.000 und 10 Mio. km erfolgt sein kann, wurde der Komet entweder auf eine andere kurzperiodische Bahn gebracht (unwahrscheinlich, da er nicht wieder gesehen wurde), oder auf eine langperiodische Bahn von bis zu mehreren hundert Jahren Umlaufzeit (am wahrscheinlichsten). In einem geringer wahrscheinlichen Fall könnte der Komet sogar auf einer hyperbolischen Bahn aus dem Sonnensystem hinauskatapultiert worden sein.[5]

Auch Jelena Iwanowna Kasimirtschak-Polonskaja und S. D. Shaporev kamen 1976 bei ihrer Untersuchung der Entwicklung des Orbits mit modernen Verfahren erneut zu vergleichbaren Ergebnissen.
Bis Anfang des 19. Jahrhunderts gingen die Vorstellungen über die Masse der Kometen weit auseinander, Immanuel Kant nahm dafür Werte an, die vergleichbar mit den größten Planeten waren. Pierre-Simon Laplace konnte 1805 eine obere Grenze für die Kometenmasse ableiten, indem er die nahe Begegnung zwischen der Erde und Komet Lexell auswertete, die keine merkliche Störung in der Bewegung der Erde verursacht hatte. Er fand, dass die Masse des Kometen nicht größer als 1/5000 der Erdmasse sein konnte. Damit wurde ein Beweis dafür geliefert, dass Koma und Schweif der Kometen trotz ihrer Größe von extrem geringer Dichte sind.

## Umlaufbahn
Die folgenden Angaben sind aus dem zweiten von Le Verrier im Jahr 1848 ermittelten Satz von Bahnelementen abgeleitet, die auf etwa 130 Beobachtungen über einen Zeitraum von 110 Tagen beruhen und eine elliptische Umlaufbahn des Kometen beschreiben, die um knapp 2° gegen die Ekliptik geneigt war. Seine Bahnebene lag damit nahezu gleich wie die der Erde und der meisten Planeten. Im sonnennächsten Punkt der Bahn (Perihel), den der Komet demnach am 14. August 1770 durchlaufen hat, befand er sich mit etwa 100,9 Mio. km Sonnenabstand im Bereich der Umlaufbahn der Venus. Bereits am 1. Juli gegen 17:00 Uhr TT hatte er sich der Erde bis auf etwa 2,26 Mio. km (0,015 AE) genähert, das entspricht knapp dem 6-fachen mittleren Abstand Erde–Mond. Dies war die nächste Annäherung eines Kometen an die Erde, die vor 1900 beobachtet wurde. Am 1. September ging er noch in etwa 105 Mio. km Abstand am Mars vorbei. Neben einer weiteren Annäherung an den Mars im März 1776 bis auf etwa 108 Mio. km gab es ansonsten im Zeitraum 1767–1779 keine nennenswerten Annäherungen an die kleinen Planeten oder die drei größten Asteroiden, obwohl die Umlaufbahn des Kometen der aller kleinen Planeten extrem nahekam.
Der Komet hatte zu dieser Zeit eine Umlaufzeit von etwa 5,6 Jahren. Nachdem er die Sonne eineinhalbmal umrundet hatte, gab es Ende Juli 1779 einen extrem nahen Vorbeigang des Kometen am Jupiter, wodurch seine Bahn so stark beeinflusst wurde, dass er seither nicht mehr von der Erde aus beobachtet wurde. Über seine derzeitige Umlaufbahn ist keine gesicherte Aussage möglich, er gilt als verloren (D in Kometenbezeichnung für „disappeared“).
Obwohl er nicht lange in dieser Kategorie verweilte, war der Komet Lexell der erste bekannte Komet aus der Jupiter-Familie, sein Tisserandparameter lag bei 2,6. Darüber hinaus war er das erste identifizierte Near-Earth object (NEO).

## Neue Untersuchung zur Umlaufbahn
In einer Untersuchung von 2018 berechneten Yè, Wiegert und Hui aus 44 Beobachtungsdaten von Messier neue Bahnelemente für den Kometen, für die auch jeweils ein Toleranzbereich angegeben werden konnte. Die Bahnelemente sind sehr ähnlich zu denen, die bereits Le Verrier errechnet hatte. Anschließend wurde eine Monte-Carlo-Simulation mit 10.000 Klonen des Kometen durchgeführt. Die individuellen Bahnelemente der Klone wurde durch die Kovarianz der zuvor errechneten Bahnelemente vorgegeben. Die Bewegung der 10.000 Klone wurde bis in das Jahr 2000 simuliert, um auf diese Weise eine Aussage über die wahrscheinlichste Bewegungsbahn des echten Kometen Lexell nach seinem engen Vorbeigang am Jupiter zu gewinnen. Dies ergab als Wahrscheinlichkeit für
- ein Verlassen des inneren Sonnensystems oder eine Kollision mit Sonne oder Planeten: 2 %
- einen Verbleib in einer Umlaufbahn um die Sonne mit Periheldistanz <3 AE: 85 %
- einen Verbleib in einer Umlaufbahn um die Sonne mit Periheldistanz <1 AE: 40 %

Bei zusätzlich angenommenen nicht-gravitativen Kräften auf die Klone in einer willkürlich, aber für Kometen typisch angesetzten Größenordnung, ergaben sich nur unwesentlich andere Zahlenwerte. Im Gegensatz zu früher vorherrschenden Meinungen ist es also sehr wahrscheinlich, dass der Komet Lexell sich noch im inneren Sonnensystem aufhält. Aus den beobachteten Helligkeiten des Kometen wurde ein Durchmesser in der Größenordnung von 10 km abgeschätzt, damit war Lexell einer der größten Kometen, die der Erde sehr nahe kamen. Mit dieser Größe sollte der Körper, falls er sich noch im inneren Sonnensystem aufhält, beobachtet werden können, sei es als aktiver Komet oder als inaktiver Asteroid.
Ein „passender“ Komet konnte in den vergangenen Jahrhunderten nie gefunden werden. Unter den derzeit bekannten Asteroiden konnte 2010 JL33 wegen einer großen Ähnlichkeit der Umlaufbahn als wahrscheinlichster Kandidat für eine Identität mit dem Kometen Lexell bestimmt werden. Eine eindeutige Zuordnung erwies sich aber als nicht durchführbar, da auch der Asteroid während der letzten 200 Jahre nahe Begegnungen mit dem Jupiter hatte, so dass kein abschließendes Urteil darüber möglich ist. Zusätzliche Informationen über die Umlaufbahn des Kometen könnten in Zukunft die Beobachtungen von Meteoren geben, die von ihm abstammen.